# Luis Padial
Luis Padial y Vizcarrondo est un militaire et homme politique abolitionniste portoricain né le 6 février 1832 à San Juan et mort le 5 mars 1879 à Madrid.

## Biographie

### Jeunesse
Luis Padial est né dans une famille aisée de San Juan, la capitale de Porto Rico. Son père, Luis Padial, est officier de la Garde du Corps du Palais Royal, sa mère se nomme Margarita Vizcarrondo. Il suit une éducation primaire et secondaire dans les meilleures écoles privées de la ville. Après son diplôme, ses parents l'envoient à Tolède afin qu'il se prépare à une carrière militaire.

### Carrière militaire
Luis Padial suit les cours de l'Académie militaire de Tolède. Il est affecté comme lieutenant dans l'armée espagnole. Il est alors en poste à Porto Rico en 1863 comme capitaine, lorsqu'une rébellion indépendantiste éclate en République dominicaine. Son bataillon est déployé dans le but d'écraser cette rébellion. Gravement blessé à la bataille de Puerto Plata, il est renvoyé en convalescence à Porto Rico.
Luis Padial est à cette occasion le témoin des mauvais traitements infligés aux Dominicains par les Espagnols et convaincu que leur lutte pour l'indépendance est une noble et juste cause. Remis de ses blessures, il se consacre à la cause de la République dominicaine, ce qui lui vaut d'être exilé de Porto Rico par le gouverneur espagnol, le général Messina, en décembre 1864.
Il se rend alors en Espagne et rejoint les libéraux qui veulent renverser la monarchie de la reine Isabelle II et instaurer une république. Les rebelles sont sous les ordres du général Joan Prim. Luis Padial organise une attaque depuis le Portugal en 1866 et une autre, avortée, en Catalogne. Il doit fuir vers la France en 1867. En 1868, la monarchie espagnole est renversée et la république est instaurée. Padial est alors nommé brigadier général du bataillon de Chasseurs de Madrid. À la tête de ses troupes, il prend part à la guerre dans le haut Aragon.

### Abolitionnisme
Luis Padial retourne à Porto Rico, où il est élu représentant aux Cortes en 1869. Le 13 novembre 1869, il envoie une lettre au ministre espagnol des Affaires maritimes Segismundo Moret, pour lui suggérer d'accorder plus d'autonomie à Porto Rico et d'y abolir l'esclavage, en prenant le Canada comme modèle. Il est réélu en 1871, 1872 et 1873.
Le 19 novembre 1872, il présente avec Román Baldorioty de Castro, Julio Vizcarrondo et Segismundo Moret une proposition d'abolition de l'esclavage. Le 22 mars 1873, le gouvernement espagnol approuve cette proposition qui sera connue sous le nom de loi Moret. Pour ses services, il est promu maréchal de camp.

### Dernières années
En 1874, Luis Padial s'exile en Suisse lors du retour au pouvoir de la monarchie. Il reviendra en Espagne en janvier 1879 et meurt à Madrid en mars.